# Gianfranco Ravasi
Gianfranco Ravasi (Merate, 18 de outubro de 1942) é um cardeal católico italiano, presidente emérito do Pontifício Conselho para a Cultura no Vaticano e presidente da Pontifícia Comissão de Arqueologia Sacra.

## Biografia
Ele foi enviado do campo para a pequena cidade de Merate para estudar e morou lá com uma tia, até frequentar o Seminário Maior de Milão, onde obteve a licenciatura em teologia. Depois foi para Roma e estudou na Pontifícia Universidade Gregoriana e no Pontifício Instituto Bíblico, obtendo a licenciatura em Sagradas Escrituras. Ele passou os verões na Síria, Jordânia, Iraque e Turquia, onde trabalhou como arqueólogo com estudiosos como Kathleen Kenyon e Roland de Vaux. Ele estudou várias línguas antigas e modernas, entre elas latim, grego e hebraico.
Foi ordenado padre em 28 de junho de 1966, incardinado na arquidiocese de Milão, pelo cardeal Giovanni Colombo, arcebispo de Milão. Tornou-se professor de exegese do Antigo Testamento na Faculdade de Teologia do Norte da Itália. Em 1989, foi nomeado prefeito da Biblioteca Ambrosiana de Milão, fundada pelo Cardeal Federico Borromeo em 1607; ocupou o cargo até setembro de 2007. Foi também professor de exegese bíblica no Seminário maior de Milão e na Faculdade de Teologia do Norte da Itália de Milão. A pedido do Papa Bento XVI, ele escreveu as meditações para a Via Sacra na Sexta-Feira Santa de 2007 no Coliseu.
Foi nomeado presidente do Pontifício Conselho para a Cultura e presidente ex officio da Pontifícia Comissão para o Patrimônio Cultural da Igreja e da Pontifícia Comissão de Arqueologia Sacra em 3 de setembro de 2007, sendo nessa mesma data nomeado arcebispo-titular de Villamagna em Proconsular. Sua consagração ocorreu em 29 de setembro, na Basílica de São Pedro, pelas mãos do Papa Bento XVI, assistido pelo Cardeal Tarcisio Bertone, S.D.B., Cardeal Secretário de Estado, e pelo Cardeal Marian Jaworski, arcebispo de Lviv do rito latino.
No dia 20 de outubro de 2010 foi anunciada a sua criação como cardeal pelo Papa Bento XVI. No consistório de 20 de novembro recebeu o anel cardinalício, o barrete purpurado e o titulus de cardeal-diácono de São Jorge em Velabro. No Consistório realizado em 3 de maio de 2021, optou pela ordem dos cardeais-presbíteros, mantendo sua diaconia pro hac vice.

## Conclaves
- Conclave de 2013 - participou da eleição de Jorge Mario Bergoglio como Papa Francisco.

## Heraldica
| Stemma                                                            | Blasonatura |
| ----------------------------------------------------------------- | --- |
| Gianfranco Ravasi Protonotário apostólico supranumerário          | esquartejado, no 1º de azul ao sol de ouro radiante, ao 2º de ouro ao livro aberto de vermelho com as letras A e Ω em prata, ao 3º de prata com três ondas de azul, no 4º em vermelho até a espada desfiada ladeada por duas abelhas douradas. O escudo é estampado com um chapéu roxo com cordões e borlas vermelhas. As borlas, em número de doze, estão dispostas seis de cada lado, em três ordens de 1, 2, 3. Sob o escudo, na esvoaçante lista de ouro, o lema em letras maiúsculas de preto: PRAEDICA VERBUM.                                                                                            |
| Gianfranco Ravasi Arcebispo titular de Villamagna di Proconsolare | esquartejado, no 1º de azul ao sol de ouro radiante, ao 2º de ouro ao livro aberto de vermelho com as letras A e Ω em prata, ao 3º de prata com três ondas de azul, no 4º em vermelho até a espada desfiada ladeada por duas abelhas douradas. O escudo, preso a uma cruz processional de ouro (arcebispo como título pessoal), colocado em um poste, é estampado com um chapéu com cordões e borlas verdes. As borlas, em número de vinte, estão dispostas dez de cada lado, em quatro ordens de 1, 2, 3, 4. Sob o escudo, na esvoaçante lista de ouro, o lema em letras maiúsculas de preto: PRAEDICA VERBUM. |
| Gianfranco Ravasi Cardeal presbítero de San Giorgio em Velabro    | esquartejado, no 1º de azul no sol de ouro radiante, no 2º em ouro para o livro aberto de vermelho com as letras A e Ω em prata, no 3º em prata com três ondas de azul, no 4º de vermelho à espada em desfiado ladeado por duas abelhas douradas. O escudo, preso a uma cruz de procissão patriarcal de ouro, colocada em um mastro, é estampada com um chapéu com cordões e borlas vermelhas. As borlas, em número de trinta, estão dispostas quinze de cada lado, em cinco ordens de 1, 2, 3, 4, 5. Sob o escudo, na esvoaçante lista de ouro, o lema em letras maiúsculas de preto: PRAEDICA VERBUM.'        |